# Feracrinus
Genre
Feracrinus est un genre de crinoïdes sessiles de la famille des Hyocrinidae.

## Systématique
Le genre Feracrinus a été créé en 1998 par les biologistes russes spécialistes des échinodermes Alexandr Nikolaevich Mironov (d) et Olga Artemievna Sorokina (d).

## Liste d'espèces
Selon World Register of Marine Species (25 octobre 2021) :
- Feracrinus aculeatus Mironov & Sorokina, 1998
- Feracrinus heinzelleri Bohn, 2012 (in Eléaume, Bohn, Roux & Améziane, 2012)
- Feracrinus koslowi Améziane & Roux, 2011